# Massive Attack
Massive Attack és un grup de música anglès del gènere trip hop, fundat el 1988 per Robert Del Naja, Grantley Marshall, Adrian Thaws i Andrew Vowles a Bristol, Anglaterra, que ha publicat cinc discos.
El grup es coneixia abans de la formació d'aquesta banda perquè formaven part de The Wild Bunch, que es va desfer en 1989. Amb el llançament del seu àlbum debut Blue Lines el 1991, Massive Attack van ser aclamats per la crítica gràcies a la seva fusió d'elements entre el jazz, hip hop, soul, rock i van crear l'ànima d'un nou gènere, el trip hop, tot i que ells sempre han fugit d'aquesta etiqueta. Amb el llançament dels següents àlbums més tard, com ara Protection el 1994 i el Mezzanine de 1998, la banda integrava formes de la música electrònica en el seu so. La seva música era part de la major escena musical underground de la dècada dels 90. Durant el decurs del grup, la banda s'ha associat amb els sons d'artites com Madonna, Mos Def, Sinéad O'Connor, David Bowie i Horace Andy, entre molts altres.
A la dècada de 1990, els membres del grup treballaven cada cop més per separat i Adrian "Tricky" Thaws va deixar el grup en 1995, Andrew Vowles a finals de 1999 i Grant Marshall el 2001. Marshall es va unir a la banda per a la seva gira següent el 2003 i el 2004, i va tornar a un paper d'estudi el 2005. Thaws també es va unir a Massive Attack en 2013.

## Discografia

### Àlbums d'estudi
- Blue Lines (1991)
- Protection (1994)
- Mezzanine (1998)
- 100th Window (2003)
- Heligoland (2010)

### Recopilatoris
- Singles 90/98 (1998) (recopilatori de singles i remescles)
- Collected (2006) (recopilatori "Best Of")
- Selected (2006) (recopilatori "Best Of")

### Bandes sonores
- Danny The Dog (2004) (banda sonora original de la pel·lícula Danny The Dog (també coneguda com a Unleashed))
- Bullet Boy (2005) (banda sonora original de la pel·lícula Bullet Boy)

### Singles i EPs
- Any Love (1988)
- Daydreaming (1990)
- Unfinished Sympathy (1991)
- Safe From Harm (1991)
- Massive Attack EP (1992)
- Sly (1994)
- Protection (1995)
- Karmacoma (1995)
- Risingson (1997)
- Teardrop (1998)
- Angel (1998)
- Inertia Creeps (1999)
- Special Cases (2002)
- Butterfly Caught (2003)
- Live With Me (2006)
- Splitting The Atom EP (2009)
- Atlas Air EP (2010)
- Four Walls / Paradise Circus (2011) (amb la col·laboració de Burial)

### Àlbums de remescles
- No Protection (1995) (àlbum Protection remesclat per Mad Professor)
- Blue Lines – The Remixes (2006)
- Protection – The Remixes (2006)
- Mezzanine – The Remixes (2006)
- 100th Window – The Remixes (2006)